# مارك يونغ
مارك يونغ (بالإنجليزية: Mark Young)‏ هو مصارع محترف أمريكي، ولد في 23 أبريل 1967 في أتلانتا في الولايات المتحدة، وتوفي في 25 فبراير 2016.

## روابط خارجية
- مارك يونغ على موقع CageMatch worker (الإنجليزية)
- مارك يونغ على موقع قاعدة بيانات المصارعة على الإنترنت (الإنجليزية)
- مارك يونغ على موقع عالم المصارعة على الإنترنت (الإنجليزية)
- مارك يونغ على موقع عالم المصارعة على الإنترنت (الإنجليزية)